# Хурез (Брашов)
Хурез (рум. Hurez) — село у повіті Брашов в Румунії. Входить до складу комуни Беклян.
Село розташоване на відстані 176 км на північний захід від Бухареста, 53 км на захід від Брашова.

## Населення
За даними перепису населення 2002 року у селі проживали 404 особи, з них 402 особи (99,5%) румунів. Рідною мовою 402 особи (99,5%) назвали румунську.